# Wimbledon-mesterskabet i herredouble 2018
Wimbledon-mesterskabet i herredouble 2018 var den 126. turnering om Wimbledon-mesterskabet i herredouble. Turneringen var en del af Wimbledon-mesterskaberne 2018 og hovedturneringen med deltagelse af 64 par blev spillet blev spillet i All England Lawn Tennis and Croquet Club i London, Storbritannien i perioden 4. - 14. juli 2018, mens kvalifikationen blev afviklet i Bank of England Sports Club i Roehampton i ugen inden hovedturneringen.
Mesterskabet blev vundet af Mike Bryan og Jack Sock, der var seedet som nr. 7, og som i finalen vandt med 6-3, 6-7(7), 6-3, 5-7, 7-5 over 13.-seedede Raven Klaasen og Michael Venus i en kamp, der varede 3 timer og 39 minutter, og hvor det femte sæt blev afviklet indendørs under Centre Courts skydetag pga. mørkets frembrud. Det var parrets anden femsætskamp i træk og tredje i alt løbet af turneringen, hvor de i tredje runde endda havde afværget to matchbolde i kampen mod kvalifikanterne Kevin Krawietz og Andreas Mies.
Mike Bryan vandt dermed sin 17. grand slam-titel i herredouble, hvilket var ny rekord for flest vundne grand slam-herredoubletitler i den åbne æra, og det var en tangering af den absolutte rekord for flest grand slam-titler i herredouble, som han derefter delte med John Newcombe, og som 40-årig blev han den ældste vinder af et grand slam-mesterskab i herredouble i den åbne æra. Det var imidlertid første gang, at han vandt en grand slam-titel i herredouble uden sin tvillingebror, Bob Bryan, som makker. Bob var blevet hofteskadet under Madrid Open 2018, hvorfor Jack Sock vikarierede som Mike Bryans makker. Det var fjerde gang, at Mike Bryan vandt Wimbledon-mesterskabet i herredouble – de tre første var i 2006, 2011 og 2013 – og det var hans 21. grand slam-titel i alt i karrieren, hvis man også medregner hans fire mixed double-titler. Resultatet betød også, at Mike Bryan for 13. gang i karrieren overtog førstepladsen på ATP's verdensrangliste i double, og i en alder af 40 år og 78 dage slog han Vasek Pospisils rekord som den ældste verdensetter i herredouble, siden ATP's verdensrangliste blev indført. Han udvidede samtidig sin egen rekord for længst tid på ranglistens førsteplads til 455 uger.
Det var anden gang, at Jack Sock vandt Wimbledon-mesterskabet i herredouble, idet han tidligere havde vundet titlen i 2014 sammen med Vasek Pospisil, og det var hans tredje grand slam-titel i alt i karrieren, idet han også tidligere havde vundet US Open-mesterskabet i mixed double 2011 sammen med Melanie Oudin. Dermed havde han indtil da vundet alle de tre grand slam-finaler, han havde kvalificeret sig til.
De amerikanske vindere blev den blot tredje og fjerde spiller i den åbne æra, der havde vundet Wimbledon-mesterskabet i herredouble med to forskellige makkere. De to første var John McEnroe og Todd Woodbridge.
De forsvarende mestre, Łukasz Kubot og Marcelo Melo, tabte i anden runde til Jonathan Erlich og Marcin Matkowski.

## Pengepræmier og ranglistepoint
Den samlede præmiesum til spillerne i herredouble androg £ 2.007.000 (ekskl. per diem), hvilket var en stigning på 10,3 % i forhold til året før.
| Resultat               | Pengepræmier | Pengepræmier | Ændring ift. 2017 | ATP-point |
| Resultat               | Pr. par      | Total        | Ændring ift. 2017 | ATP-point |
| ---------------------- | ------------ | ------------ | ----------------- | --------- |
| Vindere (1)            | £ 450.000    | £ 450.000    | +12,5 %           | 2.000     |
| Finalister (1)         | £ 225.000    | £ 225.000    | +12,5 %           | 1.200     |
| Semifinalister (2)     | £ 112.000    | £ 224.000    | +12,0 %           | 720       |
| Kvartfinalister (4)    | £ 56.000     | £ 224.000    | +12,0 %           | 360       |
| Tabere i 3. runde (8)  | £ 29.000     | £ 232.000    | +9,4 %            | 180       |
| Tabere i 2. runde (16) | £ 17.750     | £ 284.000    | +7,6 %            | 90        |
| Tabere i 1. runde (32) | £ 11.500     | £ 368.000    | +7,0 %            | 0         |
| Samlet præmiesum       | -            | £ 2.007.000  | +10,3 %           | -         |

## Hovedturnering

### Deltagere
Hovedturneringen havde deltagelse af 64 par, der var fordelt på:
- 54 direkte kvalificerede par i form af deres ranglisteplacering i double.
- 6 par, der har modtaget et wildcard (markeret med WC).
- 4 par, der var gået videre fra kvalifikationsturneringen (markeret med Q).

#### Seedede spillere
De 16 bedst placerede af deltagerne på ATP's verdensrangliste pr. 25. juni 2018 blev seedet:
| Seedning | Rang. | Spillere                               | Resultat     |
| -------- | ----- | -------------------------------------- | ------------ |
| 1        | 3     | Oliver Marach Mate Pavić               | Første runde |
| 2        | 7     | Łukasz Kubot                           | Anden runde  |
| 3        | 15    | Henri Kontinen John Peers              | Første runde |
| 4        | 19    | Pierre-Hugues Herbert Nicolas Mahut    | Anden runde  |
| 5        | 27    | Jamie Murray Bruno Soares              | Kvartfinale  |
| 6        | 28    | Juan Sebastián Cabal Robert Farah      | Tredje runde |
| 7        | 31    | Mike Bryan Jack Sock                   | Mestre       |
| 8        | 37    | Nikola Mektić Alexander Peya           | Tredje runde |
| 9        | 44    | Aisam-ul-Haq Qureshi Jean-Julien Rojer | Anden runde  |
| 10       | 46    | Ivan Dodig Rajeev Ram                  | Første runde |
| 11       | 50    | Pablo Cuevas Marcel Granollers         | Anden runde  |
| 12       | 50    | Rohan Bopanna Édouard Roger-Vasselin   | Anden runde  |
| 13       | 53    | Raven Klaasen Michael Venus            | Finale       |
| 14       | 61    | Ben McLachlan Jan-Lennard Struff       | Kvartfinale  |
| 15       | 66    | Dominic Inglot Franko Škugor           | Semifinale   |
| 16       | 75    | Maks Mirnyj Philipp Oswald             | Første runde |

#### Wildcards
Arrangørerne havde mulighed for at uddele wildcards til hovedturneringen til syv par men udnyttede kun de seks.
| Spillere                              | Resultat     |
| ------------------------------------- | ------------ |
| Luke Bambridge Jonny O'Mara           | Første runde |
| Alex Bolt Lleyton Hewitt              | Første runde |
| Liam Broady Scott Clayton             | Anden runde  |
| Jay Clarke Cameron Norrie             | Første runde |
| Jürgen Melzer Daniel Nestor           | Første runde |
| Frederik Løchte Nielsen Joe Salisbury | Semifinale   |

#### Kvalifikanter
Fire par fra kvalifikationen kvalificerede sig til hovedturneringen.
| Spillere                              | Resultat     |
| ------------------------------------- | ------------ |
| Sriram Balaji Vishnu Vardhan          | Anden runde  |
| Andreas Mies Kevin Krawietz           | Tredje runde |
| Andre Begemann Yasutaka Uchiyama      | Første runde |
| Austin Krajicek Jeevan Nedunchezhiyan | Første runde |

Ingen par opnåede adgang til hovedturneringen som lucky losere.

### Resultater

#### Kvartfinaler, semifinaler og finale
| Raven Klaasen |
| Michael Venus |

| Jamie Murray |
| Bruno Soares |

| Raven Klaasen |
| Michael Venus |

| Ben McLachlan      |
| Jan-Lennard Struff |

| Frederik Løchte Nielsen |
| Joe Salisbury           |

| Frederik Løchte Nielsen |
| Joe Salisbury           |

| Raven Klaasen |
| Michael Venus |

| Robin Haase      |
| Robert Lindstedt |

| Mike Bryan |
| Jack Sock  |

| Dominic Inglot |
| Franko Škugor  |

| Dominic Inglot |
| Franko Škugor  |

| Mike Bryan |
| Jack Sock  |

| Mike Bryan |
| Jack Sock  |

| Divij Sharan |
| Artem Sitak  |

#### Første, anden og tredje runde
| Oliver Marach |
| Mate Pavić    |

| Federico Delbonis      |
| Miguel Á. Reyes-Varela |

| Federico Delbonis      |
| Miguel Á. Reyes-Varela |

| David Marrero     |
| Fernando Verdasco |

| Leonardo Mayer |
| João Sousa     |

| Leonardo Mayer |
| João Sousa     |

| Leonardo Mayer |
| João Sousa     |

| Jay Clarke     |
| Cameron Norrie |

| Raven Klaasen |
| Michael Venus |

| Marcelo Arévalo         |
| Hans Podlipnik-Castillo |

| Marcelo Arévalo         |
| Hans Podlipnik-Castillo |

| Alex Bolt      |
| Lleyton Hewitt |

| Raven Klaasen |
| Michael Venus |

| Raven Klaasen |
| Michael Venus |

| Aisam-ul-Haq Qureshi |
| Jean-Julien Rojer    |

| David Ferrer |
| Marc López   |

| Aisam-ul-Haq Qureshi |
| Jean-Julien Rojer    |

| Ken Skupski  |
| Neal Skupski |

| Ken Skupski  |
| Neal Skupski |

| Ilija Bozoljac |
| Damir Džumhur  |

| Ken Skupski  |
| Neal Skupski |

| Matthew Ebden |
| Taylor Fritz  |

| Jamie Murray |
| Bruno Soares |

| Peter Gojowczyk |
| Benoît Paire    |

| Matthew Ebden |
| Taylor Fritz  |

| Paolo Lorenzi        |
| Albert Ramos Viñolas |

| Jamie Murray |
| Bruno Soares |

| Jamie Murray |
| Bruno Soares |

| Pierre-Hugues Herbert |
| Nicolas Mahut         |

| R. Carballés Baena |
| Marco Cecchinato   |

| Pierre-Hugues Herbert |
| Nicolas Mahut         |

| Ryan Harrison  |
| Vasek Pospisil |

| Philipp Petzschner |
| Tim Pütz           |

| Philipp Petzschner |
| Tim Pütz           |

| Philipp Petzschner |
| Tim Pütz           |

| Sriram Balaji  |
| Vishnu Vardhan |

| Ben McLachlan      |
| Jan-Lennard Struff |

| Marcus Daniell |
| Wesley Koolhof |

| Sriram Balaji  |
| Vishnu Vardhan |

| Nicholas Monroe    |
| John-Patrick Smith |

| Ben McLachlan      |
| Jan-Lennard Struff |

| Ben McLachlan      |
| Jan-Lennard Struff |

| Rohan Bopanna          |
| Édouard Roger-Vasselin |

| Alex de Minaur |
| John Millman   |

| Rohan Bopanna          |
| Édouard Roger-Vasselin |

| Julien Benneteau |
| Adrian Mannarino |

| Frederik Løchte Nielsen |
| Joe Salisbury           |

| Frederik Løchte Nielsen |
| Joe Salisbury           |

| Frederik Løchte Nielsen |
| Joe Salisbury           |

| Matteo Berrettini   |
| Maximilian Marterer |

| Juan Sebastián Cabal |
| Robert Farah         |

| Roman Jebavý   |
| Andrés Molteni |

| Roman Jebavý   |
| Andrés Molteni |

| Pablo Carreño Busta    |
| Guillermo García López |

| Juan Sebastián Cabal |
| Robert Farah         |

| Juan Sebastián Cabal |
| Robert Farah         |

| Nikola Mektić  |
| Alexander Peya |

| Jürgen Melzer |
| Daniel Nestor |

| Nikola Mektić  |
| Alexander Peya |

| Mirza Bašić   |
| Dušan Lajović |

| Mirza Bašić   |
| Dušan Lajović |

| Fabrice Martin |
| Purav Raja     |

| Nikola Mektić  |
| Alexander Peya |

| Taro Daniel        |
| Yoshihito Nishioka |

| Robin Haase      |
| Robert Lindstedt |

| Antonio Šančić      |
| Andrej Vasiljevskij |

| Antonio Šančić      |
| Andrej Vasiljevskij |

| Robin Haase      |
| Robert Lindstedt |

| Robin Haase      |
| Robert Lindstedt |

| Ivan Dodig |
| Rajeev Ram |

| Dominic Inglot |
| Franko Škugor  |

| Márton Fucsovics |
| Mischa Zverev    |

| Dominic Inglot |
| Franko Škugor  |

| Marius Copil       |
| Stefanos Tsitsipas |

| Marcelo Demoliner |
| Santiago González |

| Marcelo Demoliner |
| Santiago González |

| Dominic Inglot |
| Franko Škugor  |

| Liam Broady   |
| Scott Clayton |

| Máximo González |
| Nicolas Jarry   |

| Frances Tiafoe  |
| Jacksom Withrow |

| Liam Broady   |
| Scott Clayton |

| Máximo González |
| Nicolas Jarry   |

| Máximo González |
| Nicolas Jarry   |

| Henri Kontinen |
| John Peers     |

| Mike Bryan |
| Jack Sock  |

| Daniele Bracciali |
| Andreas Seppi     |

| Mike Bryan |
| Jack Sock  |

| Sander Arends    |
| Matwé Middelkoop |

| Sander Arends    |
| Matwé Middelkoop |

| Austin Krajicek       |
| Jeevan Nedunchezhiyan |

| Mike Bryan |
| Jack Sock  |

| Romain Arneodo  |
| James Cerretani |

| Kevin Krawietz |
| Andreas Mies   |

| Kevin Krawietz |
| Andreas Mies   |

| Kevin Krawietz |
| Andreas Mies   |

| Andre Begemann    |
| Yasutaka Uchiyama |

| Pablo Cuevas      |
| Marcel Granollers |

| Pablo Cuevas      |
| Marcel Granollers |

| Maks Mirnyj    |
| Philipp Oswald |

| Julio Peralta    |
| Horacio Zeballos |

| Julio Peralta    |
| Horacio Zeballos |

| Divij Sharan |
| Artem Sitak  |

| Divij Sharan |
| Artem Sitak  |

| Radu Albot   |
| Malek Jaziri |

| Divij Sharan |
| Artem Sitak  |

| Jonathan Erlich  |
| Marcin Matkowski |

| Jonathan Erlich  |
| Marcin Matkowski |

| Jonathan Eysseric |
| Hugo Nys          |

| Jonathan Erlich  |
| Marcin Matkowski |

| Luke Bambridge |
| Jonny O'Mara   |

| Łukasz Kubot |
| Marcelo Melo |

| Łukasz Kubot |
| Marcelo Melo |

## Kvalifikation
Kvalifikationsturneringen blev spillet i Bank of England Sports Club i Roehampton i perioden 25. - 27. juni med deltagelse af 16 par, der spillede om fire ledige pladser i hovedturneringen.
Følgende fire par kvalificerede sig til hovedturneringen.
| Nr. | Spillere                              |
| --- | ------------------------------------- |
| 1.  | Sriram Balaji Vishnu Vardhan          |
| 2.  | Andreas Mies Kevin Krawietz           |
| 3.  | Andre Begemann Yasutaka Uchiyama      |
| 4.  | Austin Krajicek Jeevan Nedunchezhiyan |

### Resultater
| Denys Moltjanov |
| Igor Zelenay    |

| Ruben Bemelmans |
| Denis Kudla     |

| Denys Moltjanov |
| Igor Zelenay    |

| Sergio Galdós |
| Gerald Melzer |

| Sriram Balaji  |
| Vishnu Vardhan |

| Sriram Balaji  |
| Vishnu Vardhan |

| Sander Gillé  |
| Joran Vliegen |

| Sanchai Ratiwatana |
| Sonchat Ratiwatana |

| Sander Gillé  |
| Joran Vliegen |

| Hugo Dellien     |
| Gonçalo Oliveira |

| Andeas Mies    |
| Kevin Krawietz |

| Andeas Mies    |
| Kevin Krawietz |

| Andre Begemann    |
| Yasutaka Uchiyama |

| Mackenzie McDonald |
| Peter Polansky     |

| Andre Begemann    |
| Yasutaka Uchiyama |

| Aljaksandr Bury |
| Peng Hsien-Yin  |

| Ariel Behar      |
| Hsieh Cheng-Peng |

| Ariel Behar      |
| Hsieh Cheng-Peng |

| Austin Krajicek       |
| Jeevan Nedunchezhiyan |

| Aidan McHugh  |
| Marcus Willis |

| Austin Krajicek       |
| Jeevan Nedunchezhiyan |

| Edward Corrie   |
| Lloyd Glasspool |

| Edward Corrie   |
| Lloyd Glasspool |

| Christopher Rungkat  |
| Tristan-S. Weissborn |